# ムハラー
ムハラー(Muhaarar) はイギリスで生産、調教された競走馬 。主な勝ち鞍は2014年のジムクラックステークス、2015年のグリーナムステークス、コモンウェルスカップ(初代優勝)、ジュライカップ、モーリス・ド・ゲスト賞、ブリティッシュ・チャンピオンズ・スプリントステークス。2015年度カルティエ賞最優秀スプリンターに選出された。父譲りの力強さを発揮しヨーロッパの著名なスプリントレースを立て続けに制した。
日本語では、ムハーラーとも表記される。

## 概要
ムハラーの父は名スプリンターのオアシスドリーム。2003年ジュライカップ、ナンソープステークスを勝ち2003年度カルティエ賞最優秀スプリンターに選出された。母はターリフで重賞の勝ちはないが一般戦で2勝上げている。

## 戦績

### 2歳時
2014年3月12日にムハラーはデビューを果たし2着のレッドコネクトに4馬身差を付けてデビューを勝利で飾った。
2戦は3着続きだったが8月23日、ジムクラックステークスに出走。9頭立てのレースだったが2着ジャングルキャットにハナ差で封じ重賞初挑戦で優勝を飾った。
10月17日、初めてのG1ミドルパークステークスに出走するがチャーミングソルトに1馬身4分の1差の3着だった。

### 3歳時
2015年4月18日、グリーナムステークスに出走し、エスティディカーを首差で封じ重賞2勝目を挙げた。
5月10日、海外遠征でロンシャン競馬場でプール・デッセ・デ・プーランに出走。マイル路線に初挑戦するが初の大敗となる8着に終わった。勝ったのは本格的マイラーのメイクビリーヴだった。
6月19日、新設レースコモンウェルスカップに出走。有利馬にアメリカのブリーダーズカップ・ジュヴェナイルターフを勝ちのフーテナニー、パビリロンステークスを勝ったリマート、クイーンメアリーステークスを勝ったアンゼムアレクサンダー、ヨーロピアンフリーハンデキャップを勝ったホームオブブレーブなどだった。ライバルと言われたリマートに3馬身4分の3差で優勝し初代王者になった。
7月11日、ジュライカップに出走。有利馬はキングズスタンドステークス連覇、ナンソープステークスで2勝、パレスハウスステークス連覇の実績があるアイルランドからの叩き上げの最強スプリンターのソールパワー、スプリントカップを勝ったジーフォースなどだったが実績ある実力者をものともせずハナ差で優勝した。
8月9日、リベンジのフランス遠征でモーリス・ド・ゲスト賞に出走。有利馬には地元フランスの海外遠征巧者で最強マイラーのエゾテリック、アイルランドの海外遠征巧者ながらスプリンターとマイラーの二刀流ゴードンロードバイロンだった。レースは最後に追い上げたエゾテリックを2分の1馬身差を付けて優勝した。
10月17日、チャンピオンズデーに入っているブリティッシュ・チャンピオンズ・スプリントステークスに出走。2015年度から国際G1に認定されて海外からの挑戦が増えて20頭立てになった。有力馬は2013年アベイ・ド・ロンシャン賞を勝ったベテランのマーレク、5戦全勝のトワイライトソーン、ハークウッドステークスを勝ったストラスバーン、シンガポールから初めてのイギリス遠征馬で連対率100%のエンペラーマックスなどが出走しトワイライトソーンに初黒星を付ける2馬身差で優勝。なおエンペラーマックスは連対ストップの7着だった。このレースを最後にムハラーは引退となった。

## 種牡馬時代
引退後はヌンネリースタッドで種牡馬入りしオアシスドリームの後継馬として期待されている。

### 主な産駒
- 2018年産
  - Eshaada（2021年ブリティッシュ・チャンピオンズ・フィリーズ＆メアズステークス）
- 2020年産
  - Marhaba Ya Sanafi（2023年プール・デッセ・デ・プーラン）
  - Be Your Best（2025年ゲイムリーステークス）

## 血統表
| ムハラーの血統           | ムハラーの血統                                                                                | ムハラーの血統                                                                                | （血統表の出典）                                                                              | （血統表の出典）  |
| 父系                     | ダンジグ系                                                                                    | ダンジグ系                                                                                    | ダンジグ系                                                                                    | [ § 2 ]           |
| 父 Oasis Dream 2000 鹿毛 | 父の父Green Desert 1983 鹿毛                                                                  | Danzig                                                                                        | Northern Dancer                                                                               | Northern Dancer   |
| 父 Oasis Dream 2000 鹿毛 | 父の父Green Desert 1983 鹿毛                                                                  | Danzig                                                                                        | Pas de Nom                                                                                    |                   |
| 父 Oasis Dream 2000 鹿毛 | 父の父Green Desert 1983 鹿毛                                                                  | Foreign Courier                                                                               | Sir Ivor                                                                                      | Sir Ivor          |
| 父 Oasis Dream 2000 鹿毛 | 父の父Green Desert 1983 鹿毛                                                                  | Foreign Courier                                                                               | Courtly Dee                                                                                   |                   |
| 父 Oasis Dream 2000 鹿毛 | 父の母Hope 1991 鹿毛                                                                          | *ダンシングブレーヴ                                                                           | Lyphard                                                                                       | Lyphard           |
| 父 Oasis Dream 2000 鹿毛 | 父の母Hope 1991 鹿毛                                                                          | *ダンシングブレーヴ                                                                           | Navajo Princess                                                                               |                   |
| 父 Oasis Dream 2000 鹿毛 | 父の母Hope 1991 鹿毛                                                                          | Bahamian                                                                                      | Mill Reef                                                                                     | Mill Reef         |
| 父 Oasis Dream 2000 鹿毛 | 父の母Hope 1991 鹿毛                                                                          | Bahamian                                                                                      | Sorbus                                                                                        |                   |
| 母 Tahrir 2002 芦毛      | 母の父Linamix 1987 芦毛                                                                       | *メンデス                                                                                     | *ベリファ                                                                                     | *ベリファ         |
| 母 Tahrir 2002 芦毛      | 母の父Linamix 1987 芦毛                                                                       | *メンデス                                                                                     | Miss Carina                                                                                   |                   |
| 母 Tahrir 2002 芦毛      | 母の父Linamix 1987 芦毛                                                                       | Lunadix                                                                                       | Breton                                                                                        | Breton            |
| 母 Tahrir 2002 芦毛      | 母の父Linamix 1987 芦毛                                                                       | Lunadix                                                                                       | Lutine                                                                                        |                   |
| 母 Tahrir 2002 芦毛      | 母の母Miss Sacha 1991 鹿毛                                                                    | *ラストタイクーン                                                                             | *トライマイベスト                                                                             | *トライマイベスト |
| 母 Tahrir 2002 芦毛      | 母の母Miss Sacha 1991 鹿毛                                                                    | *ラストタイクーン                                                                             | Mill Princess                                                                                 |                   |
| 母 Tahrir 2002 芦毛      | 母の母Miss Sacha 1991 鹿毛                                                                    | Heaven High                                                                                   | High Line                                                                                     | High Line         |
| 母 Tahrir 2002 芦毛      | 母の母Miss Sacha 1991 鹿毛                                                                    | Heaven High                                                                                   | Triumphant                                                                                    |                   |
| 母系(F-No.)              | (FN:13-e)                                                                                     | (FN:13-e)                                                                                     | (FN:13-e)                                                                                     | [ § 3 ]           |
| 5代内の近親交配          | Northern Dancer 4×5×5＝12.5%、Lyphard 4×5＝9.38%、Mill Reef 4×5＝9.38%、Never Bend 5×5＝6.25% | Northern Dancer 4×5×5＝12.5%、Lyphard 4×5＝9.38%、Mill Reef 4×5＝9.38%、Never Bend 5×5＝6.25% | Northern Dancer 4×5×5＝12.5%、Lyphard 4×5＝9.38%、Mill Reef 4×5＝9.38%、Never Bend 5×5＝6.25% | [ § 4 ]           |
| 出典                     | 1. 2. 3. 4.                                                                                   | 1. 2. 3. 4.                                                                                   | 1. 2. 3. 4.                                                                                   | 1. 2. 3. 4.       |